# Sangardo
Sangardo är en ort i Guinea.   Den ligger i prefekturen Kissidougou och regionen Faranah Region, i den södra delen av landet, 400 km öster om huvudstaden Conakry. Sangardo ligger 507 meter över havet och antalet invånare är 21 646.
Terrängen runt Sangardo är huvudsakligen platt. Sangardo ligger nere i en dal. Runt Sangardo är det ganska glesbefolkat, med 30 invånare per kvadratkilometer. Det finns inga andra samhällen i närheten. I omgivningarna runt Sangardo växer huvudsakligen savannskog.